# Manifestations contre le prix de l'essence au Royaume-Uni
 (novembre 2018).
Si vous disposez d'ouvrages ou d'articles de référence ou si vous connaissez des sites web de qualité traitant du thème abordé ici, merci de compléter l'article en donnant les références utiles à sa vérifiabilité et en les liant à la section « Notes et références ».

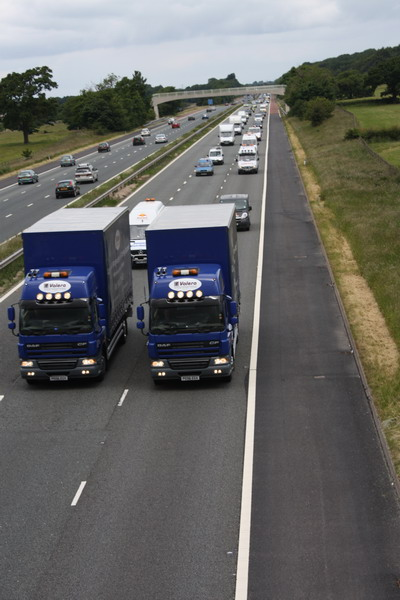
Les camions effectuant un roulement obstacle à une action de protestation sur la M6 en 2007.

Les manifestations contre le prix de l'essence au Royaume-Uni ont été une série de manifestations de protestation en raison de la hausse de l'essence et du diesel.
Il y a eu trois grandes séries de manifestations depuis le début du XXIe siècle. La première manifestation majeure en 2000 a été principalement mené par camionneurs indépendants : des camionneurs du Sud-Est de l'Angleterre ont formé un groupe de manifestants appelé « TransAction », qui a bloqué les raffineries de pétrole et les dépôts de carburant dans l'Essex. Après que les blocages ont pris fin, le gouvernement a annoncé un gel des taxes sur le carburant, et a promis que des changements seraient apportés sur la façon dont les véhicules de transport de marchandises sont taxés. Cette mesure concerne les véhicules nationaux comme les véhicules étrangers qui fréquentent les routes de Grande-Bretagne.

## 2000
En 2000, la taxe représentait 81,5% du coût total de l'essence sans plomb, en hausse par rapport à 72,8% en 1993. Au Royaume-Uni, les prix des carburants étaient parmi les plus bas de Europe. d'être les plus chers dans le même laps de temps. Les manifestants ont déclaré que les coûts de transport plus élevés au Royaume-Uni empêchaient l'industrie du transport de rester compétitive. Le prix mondial du pétrole est passé de 10 $ à 30 $ le baril, le plus haut niveau en 10 ans. Au Royaume-Uni, les automobilistes payaient en moyenne 80 pence le litre pour le sans plomb et 80,8 pence pour le diesel. Le gouvernement avait déjà abandonné l'indexation de la taxe sur les carburants au début de l'année 2000.
En 1999, des chauffeurs routiers avaient manifesté à Londres contre la hausse du prix de l'essence et annoncé leur intention de mener une campagne nationale. Le Parti conservateur a organisé une journée de protestation le 29 juillet 2000 pour attirer l'attention sur la hausse des prix du carburant dans Travail, se rendant dans les centres-villes avec des pétitions et distribuant des tracts. La campagne "Boycott the Pumps", également appelée "Dump the Pumps", a été organisée pour le 1er août 2000, les automobilistes étant priés de ne pas se rendre stations d'essence ce jour-là. Le support de la journée serait hétérogène, les forteresses du Nord-Ouest étant les plus durement touchées, certaines faisant état d'une baisse de 50% de l'activité.
Le 8 septembre 2000, la Stanlow Refinery près de Ellesmere Port dans le comté de Cheshire a été bloquée par Farmers for Action, dirigée par David Handley. Au cours des prochains jours, des piquets de grève ont été signalés à Milford Haven et un terminal pétrolier à Avonmouth, entraînant la mise en service de certaines stations-service. en rupture de stock. Le 8 septembre 2000, les manifestants ont bloqué plusieurs installations pour une période limitée et ont interrompu l'approvisionnement en carburant pour le Yorkshire, le Nord. West England et Scottish Borders, et demandant au gouvernement de réduire les taxes sur les carburants. Certains des manifestants ont appelé à une réduction de 15 à 26 pence par litre de droits.
Les manifestations se sont propagées de telle sorte qu’elles comprenaient le 10 septembre 2000 des installations au terminal des combustibles de Manchester, au plus grand terminal pétrolier de Kingsbury, et au Docks de Cardiff. L'achat de panique d'essence a commencé à fermer certaines stations d'essence alors que les automobilistes faisaient la queue pour du carburant qui commençait à être rationné et les rapports de garages augmentant considérablement leurs prix. Rolling barrage routier s ont également été rapportés dans l'Angleterre du Nord-Est sur la A1 et A55. Le 11 septembre 2000, le gouvernement a obtenu un décret en conseil qui a été autorisé par le Conseil privé et par Élisabeth II à prendre des pouvoirs d’urgence en vertu de la loi de 1976 sur l’énergie pour assurer la fourniture de carburant aux services essentiels,. À l’heure actuelle, six des neuf raffineries et quatre dépôts de distribution de pétrole ont fait l’objet de protestations.
Le 12 septembre 2000, 3 000 stations-service auraient été fermées en raison d'un manque de carburant. Il a également été signalé qu'il ne resterait plus de carburant dans les 48 heures. Tony Blair, le Premier ministre a fait pression sur les sociétés pétrolières pour les inciter à reprendre leurs livraisons. BP a déclaré qu'il reprendrait les livraisons si des escortes de police étaient données aux camions citernes. Tony Blair avait été en contact avec les compagnies pétrolières au cours de la journée et avait annoncé que les fournitures seraient redevenues normales dans les 24 heures, les compagnies pétrolières ayant reçu l'ordre, aux termes des pouvoirs du gouvernement, de commencer les livraisons aux services d'urgence. En même temps BBC News a rapporté que le go Le comité du gouvernement COBRA avait élaboré des plans pour faire face à la crise, notamment en utilisant les services Forces armées britanniques pour aider à déplacer des fournitures et à restreindre la vente de carburant. South West Trains auraient réduit certains de leurs services afin de préserver les réserves de carburant. Des convois de camions délibérément lents ont provoqué des embouteillages sur la M1 et autoroute M5 s.
Le 13 septembre 2000, le gouvernement a annoncé que 5% des livraisons normales de carburant avaient été effectuées. Toutefois, d'autres rapports ont indiqué que 3,8% seulement s'élevaient à 5 000 000 l par rapport à une vente quotidienne normale de 131 000 000 l. En Écosse seules des fournitures très limitées ont été livrées à des fins d’urgence. Les trois quarts des stations-service seraient sans carburant. Certains NHS trusts a annulé des opérations non essentielles en raison de difficultés rencontrées par le personnel pour se rendre au travail et les ambulances n'ont pu répondre aux appels d'urgence que dans la plupart des régions du Royaume-Uni. Le National Blood Service a déclaré qu'il était en train de faire face et que les approvisionnements en sang des hôpitaux n'étaient pas menacés, mais a déclaré qu'il y avait "des problèmes importants dans certaines régions du pays". Le gouvernement a mis le Service national de la santé (NHS) en alerte rouge. Les supermarchés ont commencé à rationner les aliments en raison de la difficulté à obtenir des livraisons via, des cas de achat de panique. Sainsbury's averti qu’ils manqueraient de nourriture dans les jours à venir, leurs ventes ayant augmenté de 50% au cours des deux jours précédents; Tesco et Safeway ont déclaré rationner certains éléments. La Royal Mail a également rapporté ils ne disposaient pas de suffisamment de carburant pour maintenir leurs livraisons et les écoles ont commencé à fermer. Le gouvernement a commencé à déployer des militaires dans le pays et a désigné 2 000 stations-service chargées de recevoir des fournitures pour Services essentiels. Certaines livraisons ont commencé à partir des raffineries et la police a fourni les escortes nécessaires pour garantir le transport des navires-citernes.
Les manifestations ont commencé à se terminer le 14 septembre 2000. Plusieurs blocages de raffineries étaient toujours en vigueur et les premières livraisons ont été envoyées à une distribution désignée Les compagnies d'autobus ont averti que les stocks de diesel étaient en train de s'épuiser et qu'il faudrait restreindre les services pour prolonger l'approvisionnement. Les manifestants ont déclaré qu’ils allaient donner soixante jours au gouvernement pour qu’il agisse ou ils protesteraient davantage. Une manifestation organisée par des chauffeurs de camion à Londres a été maîtrisée par le Metropolitan Police et n'a pas provoqué de perturbations. Un rapport ultérieur faisant suite à une analyse de l'équipement de comptage automatique sur le réseau routier le ministère de l'Environnement, des Transports et des Régions a montré que, à l'apogée de la manifestation, le 14 septembre, le trafic de voitures sur les autoroutes britanniques était en baisse. 39% en dessous des niveaux normaux et 25% en dessous des routes principales. Cependant, f ou le transport routier, les chiffres ont montré une baisse moins importante de 13% sur les autoroutes et les routes principales.
Le 16 septembre 2000, les réserves commençaient à être rétablies, dans un premier temps uniquement dans les stations-service désignées par le gouvernement, dont le nombre était passé à 3 300. La chambre de commerce de Londres a rapporté que les manifestations coûtent 250 millions de livres par jour aux entreprises. Après la fin des manifestations, l'Institut des directeurs a estimé le coût aux entreprises britanniques à 1 milliard de £.
Les conditions qui ont catalysé et soutenu les manifestations de protestation de 2000 ont été interprétées en termes de théorie du mouvement social, par exemple l’existence de réseaux sociaux, de capacités et de ressources préexistants.
« Si nous cédions à cette pression, cela irait à l'encontre de tous les principes démocratiques auxquels notre pays souscrit, et qui plus est, si le gouvernement décidait de sa politique en matière d'impôts en réponse à un tel comportement, la crédibilité de la politique économique vitale pour tout pays serait gravement endommagée et je ne permettrai simplement pas que cela se produise. - Tony Blair »
Le gouvernement a déclaré qu'il ne reculerait pas face aux manifestations et n'introduirait pas de budget d'urgence. Le gouvernement a fait valoir que la hausse des prix était due à la hausse des prix du pétrole sur le marché mondial et non à la taxe gouvernementale sur les carburants. Tout en convenant que le gouvernement ne pouvait pas adopter de politique en réponse aux blocages , William Hague, Chef de l'opposition officielle (Royaume-Uni) ont reproché au gouvernement d'avoir augmenté les impôts, tandis que les  Démocrates libéraux ont affirmé que le gouvernement aurait dû répondre à la manifestation beaucoup plus tôt. Le Union fusionnée du génie et de l'électricité a appelé à une réduction des droits sur les carburants pendant l'action.
Dans son rapport pré-budgétaire du 8 novembre 2000, le  Chancelier, Gordon Brown, a annoncé de nombreux changements susceptibles d'alléger le fardeau fiscal des automobilistes, et qui comprenait la taxation de camions étrangers empruntant les routes britanniques. Ces modifications comprenaient une réduction des droits sur l'essence à très basse teneur en soufre, un gel des droits sur les carburants pour les autres qualités de carburant jusqu'en avril 2002 au moins (mettant effectivement fin à l'indexation des droits sur les carburants), plaçant davantage de véhicules dans le droit d'accise sur les véhicules (VED), une réduction moyenne de plus de 50% de la valeur de VED pour les camions et un régime «Brit Disc»  vignette obligeant tous les camions, y compris ceux d'outre-mer, à payer une taxe pour emprunter les routes britanniques,. Selon un rapport publié en 2004 par le Conseil de la recherche économique et sociale, le gel des taxes sur les carburants aurait coûté au Treasury chaque année.